# FAM 2020
La Temporada 2020 de la FAM, fue la segunda edición de la Liga Fútbol Americano de México. En esta temporada fue jugada por seis equipos ubicados en las ciudades de Chihuahua, Ciudad Juárez, Ciudad de México, Naucalpan, San José del Cabo y Zapopan. La competencia se jugó de febrero a marzo con las reglas profesionales de la National Football League (NFL) salvo por algunas excepciones. La temporada tuvo que ser cancelada debido a la Pandemia de COVID-19 en México sin un campeón.
Esta fue la primera temporada de Caudillos, Marlins y Rojos de Lindavista.

## Equipos
| Equipo              | Ciudad                                 | Entrenador en jefe  | Estadio                             | Capacidad |
| ------------------- | -------------------------------------- | ------------------- | ----------------------------------- | --------- |
| Bulldogs            | Naucalpan, Estado de México            | Juan Garrido        | Estadio Jaime Labastida (Redskins)  | 3,000     |
| Caudillos           | Chihuahua, Chihuahua                   | Mauricio Balderrama | Estadio Olímpico Universitario      | 22,000    |
| Centauros           | Ciudad Juárez, Chihuahua               |                     | Estadio Chucus Olascoaga            | 5,000     |
| Marlins             | San José del Cabo, Baja California Sur | Tony Simmons        | Estadio Complejo Deportivo Don Koll | 4,000     |
| Rojos de Lindavista | Gustavo A. Madero, Ciudad de México    | Hugo Ibarra         | Velódromo Olímpico Agustín Melgar   | 1,200     |
| Tequileros          | Zapopan, Jalisco                       | Francisco Vázquez   | Estadio Tres de Marzo               | 18,750    |

## Acontecimientos Relevantes
- En esta temporada se integraron los equipos de Caudillos, Marlins y Rojos de Lindavista.
- El 14 de marzo se anunció que por la pandemia por Coronavirus la temporada sería suspendida indefinidamente.[2]
- Finalmente la temporada tuvo que ser cancelada debido a la Pandemia de COVID-19 en México sin un campeón.[1]

## Sistema de competencia

### Reglas de juego
La competencia se juega con las reglas de la National Football League (NFL), salvo algunas excepciones en las que se aplican reglas de la NCAA, la Alliance of American Football, u otras desarrolladas de manera interna.

### Tope salarial
El tope salarial para los equipos de la FAM es de $1,300,000 MXN (aproximadamente $66,000 USD) para toda la temporada. Los jugadores reciben un salario meramente simbólico.

## Temporada Regular
La temporada regular se jugará de febrero a abril y durará siete semanas en las que cada equipo se enfrentará con cada uno de los otros equipos en una ocasión, repitiendo un encuentro. Los equipos tendrán una semana de descanso durante la temporada, y jugarán un total de 6 partidos.
- Los horarios corresponden al Tiempo del Centro de México (UTC-6 y UTC-5 en horario de verano).[4]

| Semana | Fecha                 | Hora       | Local               | Resultado | Visitante           | Estadio                             | TV             | Streaming |
| ------ | --------------------- | ---------- | ------------------- | --------- | ------------------- | ----------------------------------- | -------------- | --------- |
| 1      | 22 de febrero de 2020 | 17:00      | Marlins             | 12 - 15   | Rojos de Lindavista | Estadio Complejo Deportivo Don Koll | AyM Sports     |           |
| 1      | 22 de febrero de 2020 | 18:00      | Caudillos           | 57 - 13   | Tequileros          | Estadio Olímpico Universitario      | Multimedios TV |           |
| 1      | 23 de febrero de 2020 | 18:00      | Centauros           | 0 - 16    | Bulldogs            | Estadio Chucus Olascoaga            | Multimedios TV |           |
| 2      | 29 de febrero de 2020 | 16:00      | Rojos de Lindavista | 0 - 21    | Caudillos           | Velódromo Olímpico Agustín Melgar   | Multimedios TV |           |
| 2      | 29 de febrero de 2020 | 18:00      | Tequileros          | 55 - 18   | Centauros           | Estadio Tres de Marzo               |                |           |
| 3      | 7 de marzo de 2020    | 17:00      | Marlins             | 6 - 33    | Tequileros          | Estadio Complejo Deportivo Don Koll | AyM Sports     |           |
| 3      | 7 de marzo de 2020    | 18:00      | Caudillos           | 69 - 3    | Centauros           | Estadio Olímpico Universitario      | Multimedios TV |           |
| 3      | 8 de marzo de 2020    | 13:00      | Bulldogs            | 40 - 0    | Rojos de Lindavista | Estadio Jaime Labastida (Redskins)  |                |           |
| 4      | 14 de marzo de 2020   | 17:00      | Tequileros          | 51 - 0    | Rojos de Lindavista | Estadio Tres de Marzo               |                |           |
| 4      | 14 de marzo de 2020   | 19:00      | Bulldogs            | 12 - 20   | Caudillos           | Estadio Jaime Labastida (Redskins)  |                |           |
| 4      | Cancelado.            | Cancelado. | Centauros           | 0 - 0     | Marlins             | Estadio Chucus Olascoaga            | Multimedios TV |           |
| 5      | Cancelado.            | Cancelado. | Rojos de Lindavista | 0 - 0     | Centauros           | Velódromo Olímpico Agustín Melgar   | TVC Deportes   |           |
| 5      | Cancelado.            | Cancelado. | Marlins             | 0 - 0     | Bulldogs            | Estadio Complejo Deportivo Don Koll | AyM Sports     |           |
| 6      | Cancelado.            | Cancelado. | Caudillos           | 0 - 0     | Marlins             | Estadio Olímpico Universitario      | Multimedios TV |           |
| 6      | Cancelado.            | Cancelado. | Bulldogs            | 0 - 0     | Tequileros          | Estadio Jaime Labastida (Redskins)  | TVC Deportes   |           |
| 7      | Cancelado.            | Cancelado. | Rojos de Lindavista | 0 - 0     | Bulldogs            | Velódromo Olímpico Agustín Melgar   | TVC Deportes   |           |
| 7      | Cancelado.            | Cancelado. | Tequileros          | 0 - 0     | Marlins             | Estadio Tres de Marzo               | TVC Deportes   |           |
| 7      | Cancelado.            | Cancelado. | Centauros           | 0 - 0     | Caudillos           | Estadio Chucus Olascoaga            | Multimedios TV |           |

### Standings
- Fecha de actualización: 23 de marzo de 2020.

División Voit
| Equipo     | JJ | JG | JP | Récord | PtsFavor | PtsContra | DifPts | Puntos | Cociente |
| ---------- | -- | -- | -- | ------ | -------- | --------- | ------ | ------ | -------- |
| Bulldogs   | 3  | 2  | 1  | 2-1    | 68       | 20        | 48     | 4      | 0.667    |
| Rojos      | 4  | 1  | 3  | 1-3    | 15       | 124       | -109   | 2      | 0.250    |
| Tequileros | 4  | 3  | 1  | 3-1    | 152      | 77        | 75     | 6      | 0.750    |

     Clasificado a postemporada
División BWW
| Equipo    | JJ | JG | JP | Récord | PtsFavor | PtsContra | DifPts | Puntos | Cociente |
| --------- | -- | -- | -- | ------ | -------- | --------- | ------ | ------ | -------- |
| Caudillos | 4  | 4  | 0  | 4-0    | 163      | 28        | 135    | 8      | 1.000    |
| Centauros | 3  | 0  | 3  | 0-3    | 21       | 140       | -119   | 0      | 0.000    |
| Marlins   | 2  | 0  | 2  | 0-2    | 18       | 48        | -30    | 0      | 0.000    |

     Clasificado a postemporada

## Postemporada
La postemporada no se efectuó debido a la cancelación de la temporada regular.